# Alexander Nikolajewitsch Winogradow
Alexander Nikolajewitsch Winogradow (russisch Александр Николаевич Виноградов; * 28. Februar 1918 in Moskau, Russische SFSR; † 10. Dezember 1988 ebenda) war ein sowjetischer Sportler, der sowohl Fußball als auch Eishockey spielte.

## Karriere
1937 begann Winogradow seine Fußballkarriere bei ZDKA Moskau und gewann 1946 und 1947 die sowjetische Meisterschaft. 
1946 begann er auch mit dem Eishockey. Diese Sportart betrieb er bis 1955. Die sowjetischen Meisterschaften konnte er 1951, 1952, 1953 und 1955 gewinnen. Für die sowjetische Eishockeynationalmannschaft absolvierte er 6 Partien bei den Eishockey-Weltmeisterschaften 1954 und gewann mit seinem Team die Goldmedaille.
In den 1960er Jahren nach seiner aktiven Zeit trainierte Winogradow den HK ZSKA Moskau und Krylja Sowetow Moskau.